# Largo de São Carlos
Der Largo de São Carlos ist ein Platz in der Stadtgemeinde Santa Maria Maior der portugiesischen Hauptstadt Lissabon. 

## Geschichte
Der Platz entstand mit dem Bau des namengebenden Teatro Nacional de São Carlos zwischen dem 8. Dezember 1792 und dem 30. Juni 1793, an dessen Stirnseite er angelegt wurde. Flankiert wird er östlich von der Rua Serpa Pinto und westlich, über Treppen erschlossen, von der Rua Paiva de Andrada.    
Am 13. Juni 1888 wurde im vierten Stock des Wohnhauses an der Nordseite des Platzes der Dichter Fernando Pessoa geboren. Eine Gedenktafel erinnert heute an ihn. 
Nach Ausrufung der Republik verfügte die Câmara Municipal von Lissabon am 18. November 1913 die Umbenennung in Largo do Directório. Der neue Name nahm Bezug auf das Hauptquartier des Partido Republicano Português (PRP), das am Platz lag. Am 28. Mai 1956, schon in der Zeit des Estado Novo, erhielt der Platz seinen ursprünglichen Namen zurück.